# Marius Laurey
Pour les articles homonymes, voir Laurey.
Marius Laurey est un acteur français né le 11 novembre 1925 à Paris et mort le 1er avril 2007 dans la même ville.
Habitué des seconds rôles, il connut son heure de gloire dans les années 1970. Il a joué à de multiples reprises dans Les Cinq Dernières Minutes.

## Filmographie

### Cinéma
- 1956 : La Loi des rues de Ralph Habib : Le Rat
- 1959 : Les Quatre Cents Coups de François Truffaut : l'inspecteur Cabanel, qui prend la déposition
- 1965 : Le Majordome de Jean Delannoy : le frère du casseur
- 1967 : Les Risques du métier d'André Cayatte : Maurice Roussel
- 1970 : Borsalino de Jacques Deray : l'inspecteur Teyssère
- 1970 : Les Assassins de l'ordre de Marcel Carné - Un prisonnier
- 1971 : Mourir d'aimer d'André Cayatte : M. Arnaud
- 1974 : Borsalino and Co. de Jacques Deray : l'inspecteur Teissère
- 1974 : Le Fantôme de la liberté de Luis Buñuel : l'agent au cimetière
- 1975 : Peur sur la ville d'Henri Verneuil : policier de l'identité judiciaire
- 1976 : Marie-Poupée de Joël Séria : Charles
- 1977 : À chacun son enfer d'André Cayatte : un gardien
- 1977 : Le mille-pattes fait des claquettes de Jean Girault
- 1978 : L'Amour en question (film)  d'André Cayatte : l'expert en balistique
- 1980 : Chère inconnue de Moshé Mizrahi : le brocanteur
- 1983 : Tout le monde peut se tromper de Jean Couturier : le fleuriste

### Télévision
- 1957 : En votre âme et conscience, épisode : L'Affaire Lafarge de Jean Prat
- 1959 : Les Cinq Dernières Minutes, épisode Sans en avoir l'air  de Claude Loursais : le cycliste
- 1959 : Les Cinq Dernières Minutes, épisode Poison d'eau douce  de Claude Loursais : le garçon de café
- 1960 : Un poing final (Les Cinq Dernières Minutes) de Claude Loursais : le photographe de presse
- 1962 : Les Cinq Dernières Minutes épisode 26 : La Mort d'un casseur de Guy Lessertisseur : le photographe de l’identité judiciaire
- 1962 : Les Cinq Dernières Minutes, épisode Un mort à la une de Pierre Nivollet : Lemoine
- 1963 : Les Cinq Dernières Minutes, épisode L'Eau qui dort de Pierre Nivollet : Marcel Trévoux
- 1963 : La Route série télévisée de Pierre Cardinal
- 1964 : L'Abonné de la ligne U de Yannick Andreï : un employé de la RATP
- 1965 : Le Mystère de la chambre jaune de Jean Kerchbron
- 1966 : Les Cinq Dernières Minutes, épisode Pigeon vole de Claude Loursais : Orvault
- 1967 : Les Habits noirs (roman de Paul Féval), feuilleton de René Lucot : le commissaire de police
- 1967 : En votre âme et conscience, épisode : L'Affaire Daurios ou le Vent du Sud de  Guy Lessertisseur
- 1967 : Les Enquêtes du commissaire Maigret de René Lucot, épisode La Tête d'un homme : le commissaire du 14ème
- 1967 : En votre âme et conscience, épisode : Entre deux heures du matin et neuf heures et demi le soir de  Jean Bertho
- 1969 : En votre âme et conscience, épisode : L'Auberge de Peyrabeille de  Guy Lessertisseur
- 1969 : En votre âme et conscience, épisode : L'Affaire Lacoste de  René Lucot
- 1969 : En votre âme et conscience, épisode : L'Affaire Deschamps ou la reconstitution de  Jean Bertho
- 1970 : Le Fauteuil hanté de Pierre Bureau
- 1971 : Les Enquêtes du commissaire Maigret de René Lucot, épisode Maigret et le fantôme : inspecteur Chinquier
- 1971 : Robert Macaire de Pierre Bureau (téléfilm) : l'aéronaute
- 1972 : Les Enquêtes du commissaire Maigret, épisode Maigret en meublé de Claude Boissol : le père de Paulus
- 1972 : François Gaillard ou la vie des autres de Jacques Ertaud, épisode : Julien
- 1972 : Les Boussardel : l'Abbé Grard
- 1972 : L'Homme qui a sauvé Londres
- 1973 : La Ligne de démarcation - épisode 9 : René (série télévisée) : Mécanicien
- 1973 : Les Nouvelles Aventures de Vidocq, épisode "L'Épingle noire" de Marcel Bluwal
- 1974 : Madame Bovary, de Pierre Cardinal (téléfilm)
- 1975 : Les Enquêtes du commissaire Maigret (série), épisode La Guinguette à deux sous de René Lucot
- 1976 : Les Brigades du Tigre, épisode Bonnot et compagnie de Victor Vicas
- 1978 : Thomas Guérin, retraité de Patrick Jamain : Jean, fils de Thomas Guérin
- 1979 : Le Roi Muguet : un malade
- 1980 : Petit déjeuner compris : le professeur Martin
- 1980 : Médecins de nuit de Gilles Legrand, épisode : Amalgine (série télévisée) : un employé
- 1981 : La Double Vie de Théophraste Longuet, épisode Le Mystère de  Yannick Andréi : le chauffeur de l'automobile
- 1981 : Sans famille, mini-série de Jacques Ertaud, épisode 3 La Proie pour Londres : Chopinet
- 1984 : Des grives aux loups de Philippe Monnier : Émile Dupeuch
- 1985 : Les Enquêtes du commissaire Maigret, série, épisode Maigret et le client du samedi de Pierre Bureau
- 1987 : Les Cinq Dernières Minutes, épisode Mécomptes d'auteurs de Roger Pigaut